# Ворнер (Оклахома)
Ворнер (англ. Warner) — місто (англ. town) в США, в окрузі Маскогі штату Оклахома. Населення — 1593 особи (2020).

## Географія
Ворнер розташований за координатами 35°29′25″ пн. ш. 95°18′33″ зх. д. / 35.49028° пн. ш. 95.30917° зх. д. (35.490145, -95.309143).  За даними Бюро перепису населення США в 2010 році місто мало площу 5,13 км², з яких 5,02 км² — суходіл та 0,11 км² — водойми.

## Демографія
Згідно з переписом 2010 року, у місті мешкала 1641 особа в 542 домогосподарствах у складі 369 родин. Густота населення становила 320 осіб/км².  Було 626 помешкань (122/км²).
Расовий склад населення:
| - 66,6 % — білих - 21,1 % — корінних американців - 2,6 % — чорних або афроамериканців - 0,2 % — вихідців з тихоокеанських островів |

До двох чи більше рас належало 9,2 %. Частка іспаномовних становила 1,8 % від усіх жителів.
За віковим діапазоном населення розподілялося таким чином: 22,1 % — особи молодші 18 років, 63,9 % — особи у віці 18—64 років, 14,0 % — особи у віці 65 років та старші. Медіана віку мешканця становила 29,6 року. На 100 осіб жіночої статі у місті припадало 104,1 чоловіків;  на 100 жінок у віці від 18 років та старших — 98,4 чоловіків також старших 18 років.
Середній дохід на одне домашнє господарство  становив 44 512 долари США (медіана — 36 823), а середній дохід на одну сім'ю — 48 811 долар (медіана — 40 268). Медіана доходів становила 34 286 доларів для чоловіків та 21 983 долари для жінок. За межею бідності перебувало 23,3 % осіб, у тому числі 26,1 % дітей у віці до 18 років та 21,3 % осіб у віці 65 років та старших.
Цивільне працевлаштоване населення становило 709 осіб. Основні галузі зайнятості: освіта, охорона здоров'я та соціальна допомога — 36,8 %, мистецтво, розваги та відпочинок — 14,4 %, роздрібна торгівля — 12,0 %, будівництво — 10,3 %.